# Chandigarh
Chandigarh (in punjabi ਚੰਡੀਗੜ੍ਹ; hindi चंडीगढ) è una città dell'India settentrionale di 1 025 682 abitanti (2011), che allo stesso tempo funge da capitale di due Stati, Punjab e Haryana, ma ne è amministrativamente indipendente rispondendo direttamente al governo centrale, avendo lo status di territorio (Union Territory of Chandigarh). In base al numero di abitanti la città rientra nella classe I (da 100 000 persone in su).

## Storia
È nota per essere una delle città più ricche e belle dell'India tanto da meritare l'appellativo di The City Beautiful. Il suo nome significa "casa di Chandi", che è una dea il cui tempio si trova nel vicino distretto di Panchkula, nell'Haryana.
L'architetto Le Corbusier ne ha disegnato il piano urbanistico in base al quale la città è stata costruita negli anni cinquanta e vi ha progettato molti edifici pubblici – fra questi il Segretariato, sede dei Ministeri riuniti del Punjab e dell'Haryana, tanto che si può affermare che Chandigarh ha la più grande concentrazione di opere di Le Corbusier al mondo.
Tra le attrattive turistiche della città, il celebre Giardino delle pietre di Nek Chand e nei pressi la regione del lago Sukhna, paradiso dell'avifauna.

## Geografia fisica
Chandigarh sorge ai piedi della catena sub-himalayana dei monti Shivalik e si trova tra gli stati di Haryana a sud e Punjab a nord, ed è molto vicino al confine con l'Himachal Pradesh, ad est.
La città è situata a 30°44′14″N e 76°47′14″E e ha un'altitudine di 320 m s.l.m.

## Società

### Evoluzione demografica
Al censimento del 2001 la popolazione di Chandigarh assommava a 808 796 persone, delle quali 451 387 maschi e 357 409 femmine. I bambini di età inferiore o uguale ai sei anni assommavano a 95 286, dei quali 51 676 maschi e 43 610 femmine. Infine, coloro che erano in grado di saper almeno leggere e scrivere erano 587 661, dei quali 344 385 maschi e 243 276 femmine.